# Mmaala
Le mmaala (ou yambassa du Centre, mmala, numaala, yambassa) est une langue bantoïde méridionale parlée au Cameroun dans la région du Centre, le département du Mbam-et-Inoubou, le canton de Mmala, dans et au sud de Bokito.
Avec 8 000 locuteurs dénombrés en 2014, c'est une langue en danger (statut 6b).

## Écriture
| A a | B b | C c | D d | E e | Ɛ ɛ | F f | G g | H h | I i | K k | L l | M m | N n | NY ny | Ŋ ŋ | O o | Ɔ ɔ | P p | S s | T t | U u | W w | Y y |